# Alberto Pereira Braga
Alberto Pereira Braga (7 de fevereiro de 1929 – 29 de abril de 2004) foi um atirador esportivo brasileiro. Medalhista de bronze nos Jogos Pan-Americanos de Buenos Aires, em 1951, ele competiu na prova de rifle de 300 m, três posições nos Jogos Olímpicos de Helsinque, em 1952, terminando a prova na 27ª posição. 4 anos antes, nos Jogos Olímpicos de Londres (1948), ele foi reserva da equipe, não chegando a competir.
Em 2000 ele foi homenageado pelo Clube de Regatas do Flamengo com uma placa na Calçada da Fama do Flamengo.

## Carreira
Participou do 34º Campeonato Mundial de Buenos Aires (1949)
Participou dos I Jogos Pan-Americanos de Buenos Aires (1951)
Participou do XV Jogos Olímpicos de Helsinque (1952)
Participou do 35º Campeonato Mundial de Oslo (1952)
Possui 3 títulos brasileiros e 5 títulos carioca, competindo pelo Flamengo
Técnico de Arma Longa da AFA e EN
Técnico do CR FLAMENGO
Diretor-Técnico da CBTE, onde organizou e dirigiu inúmeras copas nacionais e internacionais no Brasil.

### Principais resultados
- Campeonato Carioca
  - Carabina Deitado: Tricampeão (1959, 1960 e 1961)
  - Carabina 3 x 40: Bicampeão (1958 e 1962)
- Campeonato Brasileiro
  - Carabina Deitado: Bicampeão (1952 e 1961)
  - Fuzil Standard: Campeão (1975)

Competições Internacionais
| Ano  | Evento                                                       | Modalidade                           | Resultado         |
| ---- | ------------------------------------------------------------ | ------------------------------------ | ----------------- |
| 1949 | Campeonato Mundial de Tiro Desportivo - Buenos Aires         | Carabina Deitado                     | 34º (575 pontos)  |
| 1949 | Campeonato Mundial de Tiro Desportivo - Buenos Aires         | Carabina 3 X 40                      | 36º (1095 pontos) |
| 1951 | Jogos Pan-Americanos de Buenos Aires                         | Carabina militar deitado por equipes | Medalha de Bronze |
| 1951 | Jogos Pan-Americanos de Buenos Aires                         | Carabina militar deitado             | 21º (1072 pontos) |
| 1952 | Jogos Olímpicos de Helsinque                                 | Fuzil 3 X 40                         | 27º (962 pontos)  |
| 1952 | Campeonato Mundial de Tiro Desportivo - Oslo                 | Carabina Deitado                     | 39º (581 pontos)  |
| 1952 | Campeonato Mundial de Tiro Desportivo - Oslo                 | Carabina 3 X 40                      | 46º (1101 pontos) |
| 1952 | Campeonato Mundial de Tiro Desportivo - Oslo                 | Fuzil de Guerra                      | 49º (484 pontos)  |
| 1972 | Campeonato Sul-Americano de Tiro Desportivo – Rio de Janeiro | Carabina Deitado                     | 19º (571 pontos)  |
| 1972 | Campeonato Sul-Americano de Tiro Desportivo – Rio de Janeiro | Carabina 3 X 40                      | 11º (1069 pontos) |
| 1985 | Campeonato das Américas - Fort Benning                       | Carabina 3 X 40                      | 12º (1082 pontos) |
| 1985 | Campeonato das Américas - Fort Benning                       | Fuzil Deitado por Equipes            | Bronze            |
| 1985 | Campeonato das Américas - Fort Benning                       | Fuzil 3 X 40                         | BRONZE (Equipes)  |
| 1985 | Campeonato das Américas - Fort Benning                       | Fuzil Standard                       | PRATA (Equipes)   |